# Lambarkiyine
Lambarkiyine (àrab لمباركيين) és una comuna rural de la província de Berrechid de la regió de Casablanca-Settat. Segons el cens de 2014 tenia una població total de 8.859 persones.